# Dhia Cristiani
Dhia Cristiani (Dovadola, 27 giugno 1921 – Roma, 17 luglio 1977) è stata un'attrice e doppiatrice italiana.

## Biografia

Dhia Cristiani con Giulio Panicali in un turno di doppiaggio del 1947

Si diplomò al Centro sperimentale di cinematografia nel 1938. Interpretò ruoli secondari in teatro, recitando nella stagione 1945-1946 con Andreina Pagnani, Rossano Brazzi, Valentina Cortese e Carlo Ninchi in Strano interludio di Eugene Gladstone O'Neill e in Les mal-aimés di François Mauriac, e al cinema, in cui fu attrice a fianco di Massimo Girotti e Clara Calamai in Ossessione di Luchino Visconti (1943), film precursore del neorealismo. A metà degli anni quaranta abbandonò la recitazione (salvo un breve ritorno sul set nel 1955 nel film Tua per la vita di Sergio Grieco) e si dedicò interamente al doppiaggio, ambito in cui la sua voce delicata, suadente e sensuale è spesso riconoscibile per una "s" che conserva una lievissima traccia della sua origine romagnola. Divenne, assieme a Lydia Simoneschi, Tina Lattanzi, Andreina Pagnani, Giovanna Scotto e Rosetta Calavetta, una delle doppiatrici di punta della sua generazione.
Tra le attrici a cui prestò la voce più frequentemente: Anne Baxter, Olivia de Havilland, Cyd Charisse, Esther Williams, Joanne Dru, Jean Simmons, Jane Wyman, Dorothy McGuire, Donna Reed, Linda Darnell, Doris Day, Virginia Mayo, Joan Collins, Angela Lansbury, Dorothy Malone e Gloria Grahame.
Fra le attrici italiane doppiò Gina Lollobrigida, nel film del 1950 Miss Italia di Duilio Coletti ed in Enrico Caruso, leggenda di una voce del 1951, Yvonne Sanson (nella maggior parte dei melodrammi strappalacrime da lei interpretati) e Silvana Pampanini.
Morì a Roma il 17 luglio 1977, all'età di 56 anni. È sepolta a Dovadola, sua città natale.

## Filmografia
- Ettore Fieramosca, regia di Alessandro Blasetti (1938)
- Terra di nessuno, regia di Mario Baffico (1939)
- Due milioni per un sorriso, regia di Carlo Borghesio e Mario Soldati (1939)
- I grandi magazzini, regia di Mario Camerini (1939)
- Centomila dollari, regia di Mario Camerini (1940)
- Una romantica avventura, regia di Mario Camerini (1940)
- Sissignora, regia di Ferdinando Maria Poggioli (1941)
- Fari nella nebbia, regia di Gianni Franciolini (1942)
- Una storia d'amore, regia di Mario Camerini (1942)
- Via delle Cinque Lune, regia di Luigi Chiarini (1942)
- Ossessione, regia di Luchino Visconti (1943)
- Addio, amore!, regia di Gianni Franciolini (1943)
- La statua vivente, regia di Camillo Mastrocinque (1943)
- Sempre più difficile, regia di Renato Angiolillo e Piero Ballerini (1943)
- Zazà, regia di Renato Castellani (1944)
- Tua per la vita, regia di Sergio Grieco (1955)

## Doppiaggio

### Cinema

#### Attrici straniere
- Anne Baxter in Eva contro Eva, La lunga attesa, Sono tua, Le mura di Gerico, L'isola del desiderio, Io confesso, Gardenia blu, La figlia dello sceriffo, I banditi di Poker Flat, Il dubbio dell'anima, Colpo proibito, Cimarron, Cielo giallo[4], Agguato sul fondo, La carovana del luna park, L'orgoglio degli Amberson, L'eterna Eva, Acqua alla gola
- Esther Williams in Joe il pilota, Sposarsi è facile, ma..., La matadora, Luna senza miele, La figlia di Nettuno, L'uomo nell'ombra, Ti avrò per sempre, Su di un'isola con te, La sirena del circo, La ninfa degli antipodi, Annibale e la vestale, Gonne al vento, Fatta per amare, Facciamo il tifo insieme, La duchessa dell'Idaho, Canzone pagana, Nebbia sulla Manica, Bellezze al bagno[4]

- Virginia Mayo in La leggenda dell'arciere di fuoco, L'amante di ferro, Il sergente Bum!, Virginia, dieci in amore, Sabbie rosse, Riccardo Cuor di Leone, Orizzonti lontani, La grande sfida, La foglia di Eva, Femmine bionde, Il collegio si diverte, Gli amanti della città sepolta, Le avventure del capitano Hornblower, il temerario, Il calice d'argento

- Rhonda Fleming in Sfida all'O.K. Corral, L'arma della gloria, Le catene della colpa, Il cielo è affollato, La danza proibita, Il messaggio del rinnegato, Pony express, Quando la città dorme, La storia di Buster Keaton, Veneri rosse, Nei bassifondi di Los Angeles

- Joan Collins in L'isola nel sole, La sposa del mare, Spionaggio a Tokyo, Missili in giardino, Fermata per 12 ore, Il favorito della grande regina, Ester e il re, L'altalena di velluto rosso, Bravados
- Linda Darnell in Il gigante di Boston, Sfida infernale, Sangue e arena, Nelle tenebre della metropoli, Due bandiere all'ovest, Buffalo Bill, Bellezze rivali, Notte di perdizione, Ora zero
- Joanne Dru in Mr. Belvedere suona la campana, Il vendicatore nero, Il terrore delle Montagne Rocciose, Mondo equivoco, Il fiume rosso, Il figlio del Texas, I cavalieri del Nord Ovest, La baia dell'inferno, Tutti gli uomini del re

- Jeanne Crain in La gente mormora, Traversata pericolosa, La pistola sepolta, Mariti su misura, La città dei fuorilegge, Hanno ucciso Vicki, La giostra umana, Duello nella giungla
- Olivia de Havilland in La carica dei seicento, Capitan Blood, Il conte di Essex[4], L'uomo questo dominatore, La storia del generale Custer, I pascoli dell'odio, Avorio nero, Bionda fragola
- Jane Wyman in I tre moschettieri del Missouri, Lo zoo di vetro, L'amore non può attendere, Solo per te ho vissuto, Il sogno dei miei vent'anni, Notte e dì, Ho baciato una stella, Il cucciolo

- Shelley Winters in La morte corre sul fiume, Cocaina, Detective's Story, La sete del potere, Il tesoro di Pancho Villa, Tutto finì alle sei, Mambo

- Virginia Grey in Dimmi la verità, Bandiera di combattimento, La rosa tatuata[5], Alamo, Un solo grande amore, Strani amori

- Julie Adams in La guerra privata del maggiore Benson, Casa da gioco, I bassifondi del porto, Gli sciacalli, Scialuppe a mare
- Cyd Charisse in La bella di Mosca, È sempre bel tempo, Donne... dadi... denaro!, Brigadoon, Il dominatore di Chicago
- Arlene Dahl in Il regno del terrore, Giamaica, L'oro dei Caraibi, Tutto per tutto, Viaggio al centro della Terra
- Doris Day in Amami o lasciami, Non mangiate le margherite, Salva la tua vita!, La mia spia di mezzanotte, Che cosa hai fatto quando siamo rimasti al buio?
- Ava Gardner in Sangue all'alba, Show Boat, Le nevi del Chilimangiaro, I marciapiedi di New York, I trafficanti
- Angela Lansbury in Lo stato dell'Unione[4], Come sposare una figlia, E il vento disperse la nebbia, Amori proibiti, Tre donne per uno scapolo
- Julie London in La casa rossa, Il meraviglioso paese, Lo sperone insanguinato, La terza voce, Dove la terra scotta
- Dorothy Malone in La morsa si chiude, Come le foglie al vento, I pilastri del cielo, Una pistola che canta, Web il coraggioso
- Eleanor Parker in Assalto al cielo, Prima colpa, Ritorno a Peyton Place, Tre segreti, Inferno a Madison Avenue
- Donna Reed in La frustata, Da qui all'eternità, I due capitani, Occhio alla palla, Il re del jazz
- Ann Sheridan in Sul fiume d'argento, La città del peccato, La bandiera sventola ancora, …e un'altra notte ancora, Il castello sull'Hudson
- Alexis Smith in Ho baciato una stella, Rapsodia in blu, Prigionieri della città deserta, I segreti di Filadelfia, Quella strana ragazza che abita in fondo al viale
- Dana Wynter in Il fronte della violenza, Fraülein, In amore e in guerra, Operazione Normandia, Il treno del ritorno

- Polly Bergen in Il sergente di legno, Sentiero di guerra, L'urlo dell'inseguito, L'assedio delle sette frecce
- Joan Blondell in Questa notte o mai, Sesso debole?, La donna delle tenebre, Cincinnati Kid
- May Britt in Il più comico spettacolo del mondo, La nave delle donne maledette, Jolanda, la figlia del Corsaro Nero, La lupa
- Corinne Calvet in La corda di sabbia, Bagliori ad Oriente, Irma va a Hollywood, Attente ai marinai!
- Helena Carter in La signora del fiume, Scritto sul vento, Squilli al tramonto, I filibustieri delle Antille
- Mara Corday in Alba di fuoco, L'ovest selvaggio, Il mostro dei cieli, Il marchio del bruto
- Angie Dickinson in Un dollaro d'onore, Colpo grosso, Desiderio nel sole, Il letto di spine
- Gertrud Fridh in Il posto delle fragole, Il volto, L'occhio del diavolo, A proposito di tutte queste... signore
- Paulette Goddard in Donne, La maschera dei Borgia, Passione ardente, La porta d'oro
- Betty Grable in Butterfly americana, Come nacque il nostro amore, Come sposare un milionario, Per noi due il paradiso
- Tamara Lees in Verginità, La contessa di Castiglione, Addio, Napoli!, 3 straniere a Roma
- Dorothy McGuire in Scandalo al sole, Il buio in cima alle scale, Barriera invisibile, Qualcosa che scotta
- Patricia Medina in Il corsaro, Sangaree, Rodolfo Valentino, Il cavaliere del mistero
- Suzy Parker in Baciala per me, Donne in cerca d'amore, Un pugno di polvere, Battaglie di spie
- Barbara Rush in Dietro lo specchio, I giovani leoni, La tigre, Un urlo nella notte
- Jean Simmons in Desiree, Paura d'amare, Sinuhe l'egiziano, La tunica
- Märta Torén in Spada nel deserto, Damasco '25. La legione dei condannati, I trafficanti di uomini
- Helen Westcott in Romantico avventuriero, Banditi senza mitra, Telefonata a tre mogli, Il piccolo campo
- Teresa Wright in La donna di quella notte, La belva, La morsa d'acciaio, La conquista della California

- Mari Aldon in La contessa scalza, Perdono, Tamburi lontani
- Chelo Alonso in Guardatele ma non toccatele, Nel segno di Roma, Morgan il pirata
- Anita Ekberg in Ritorno dall'eternità, Le tre "eccetera" del colonnello, La morte bussa due volte
- Jane Greer in Il prigioniero di Zenda, L'uomo dai mille volti, Il pagliaccio
- Jean Hagen in Geremia, cane e spia, Il grande coltello, Il giorno dopo la fine del mondo
- Kim Hunter in Colpevole innocente, Un tram che si chiama Desiderio, Al centro dell'uragano
- Katy Jurado in I pascoli d'oro, La freccia insanguinata, Gli uomini della terra selvaggia
- Evelyn Keyes in Fuga nel tempo, Purificazione, Hong Kong
- Viveca Lindfors in Il mistero del V3, All'ombra del patibolo, Un'idea per un delitto
- Adele Mara in Il grande circo, La lama di Toledo, Non sei mai stata così bella
- Lois Maxwell in Agente 007 - Missione Goldfinger, Agente 007 - Una cascata di diamanti, Agente 007 - L'uomo dalla pistola d'oro
- Maureen O'Hara in Governante rubacuori, Kangarù, Mister Hobbs va in vacanza
- Micheline Presle in La sposa troppo bella, I guerriglieri delle Filippine, Suzanne Simonin, la religiosa[6]
- Ginger Rogers in Fuggiamo insieme, I Barkleys di Broadway[7], Matrimoni a sorpresa
- Ruth Roman in L'altro uomo, Avvocato di me stesso, Il grande campione
- Gia Scala in Alla larga dal mare, Contrabbando sul Mediterraneo, Le colline dell'odio
- Barbara Shelley in Ballata tragica, Il villaggio dei dannati, L'astronave degli esseri perduti
- Alix Talton in Storia di tre amori, L'uomo che sapeva troppo, Giulietta e Romanoff
- Audrey Totter in Spionaggio atomico, Suggestione, I due forzati
- Elizabeth Wilson in Piccoli omicidi, Prigioniero della seconda strada, I giganti uccidono
- Jane Wyatt in La città rubata, Interludio, Aquile dal mare

- Dawn Addams in Vampiri amanti
- Michèle Alfa in La rivincita di Montecristo
- Elizabeth Allan in Le due città[4]
- Sheila Allen in La stirpe dei dannati
- Elvia Allman in Il piacere della sua compagnia
- Béatrice Altariba in La voglia matta
- Gaby André in Prima di sera, Giuseppe Verdi
- Lois Andrews in L'aquila del deserto
- Eve Arden in Corrispondente X
- Béatrice Arnac in Frou-Frou
- Mary Astor in Ritrovarsi
- Edith Atwater in Strani compagni di letto
- Maxine Audley in I vichinghi
- Hermione Baddeley in Mary Poppins
- Lucille Ball in Il gigante di New York, Mia moglie ci prova
- Suzan Ball in La frontiera indomita, La città sommersa
- Anne Bancroft in La spia dei ribelli, Parata di splendore
- Lynn Bari in La grande cavalcata, Capitano Eddie
- Binnie Barnes in Guai con gli angeli
- Martine Bartlett in Non si maltrattano così le signore
- Anne Barton in La carica delle mille frecce
- Barbara Bates in L'uomo che vide il suo cadavere, Apache Territory
- Ingrid Bergman in Giovanna d'Arco, Stimulantia
- Sara Berner in La finestra sul cortile[7]
- Carlota Bilbao in Marcellino pane e vino
- Amanda Blake in L'angelo scarlatto, La scarpetta di vetro
- Mari Blanchard in Viaggio al pianeta Venere
- Dominique Blanchar ne I dannati
- Claire Bloom in Luci della ribalta, Alessandro il grande
- Lucine Bogaert in Commissario Maigret
- Karin Booth in Tobor - Il re dei robot, I tre sceriffi
- Lise Bourdin in Scuola elementare
- Lally Bowers in La scarpetta e la rosa
- Katie Boyle in Primo amore
- Jocelyn Brando in La banda dei dieci
- Francine Brandt in Fermi tutti... arrivo io!
- Barbara Brewster in L'ammaliatrice
- Diane Brewster in Inferno sul fondo
- Geraldine Brooks in Anime in delirio, Il delitto del giudice
- Coral Browne in La primavera romana della signora Stone, La notte dei generali
- Myriam Bru in Puccini, Questa è la vita
- Virginia Bruce in Noi due sconosciuti
- Jan Buckingham ne I dimenticati
- Avis Bunnage in Tom Jones
- Myno Burney in La traversata di Parigi
- Jean Byron in Gli amori di Cleopatra
- Susan Cabot in Il figlio di Alì Babà
- Pilar Cansino in Golia e il cavaliere mascherato
- Capucine in Il leone
- Martine Carol in La spiaggia
- Nancy Carroll in Quella certa età
- Janis Carter in Voglio essere tua, La carica degli apaches
- Mary Castle ne Il diario di un condannato, Il dominatore del Texas
- Hélène Chanel in Un dollaro di fifa
- Charlita in Fratelli messicani
- Helen Cherry in Un colpevole senza volto
- Cecile Chevreau in Viaggio nell'interspazio
- Etchika Choureau in Angelica
- Linda Christian in Nel sole, L'oro del mondo
- Virginia Christine in Nessuno resta solo, I rivoltosi di Boston
- Diana Churchill in La tragedia del capitano Scott
- Diane Cilento ne Il cargo della violenza
- Lydia Clarke in La città atomica
- Mae Clarke in I falchi di Rangoon
- Suzanne Cloutier in Quattro in medicina
- Vera Clouzot ne I diabolici
- Nancy Coleman in L'avventura impossibile
- Marion Conrad in Ciao Pussycat
- Peggy Converse in Gli evasi del terrore
- Jeanne Cooper in L'investigatore[8]
- Rita Corday in La jena
- Mady Correll in Monsieur Verdoux
- Jorja Curtright in L'amore è una cosa meravigliosa, Femmina ribelle
- Virginia Dale in La taverna dell'allegria
- Ruby Dandridge in La quercia dei giganti
- Nancy Davis in Solitudine
- Dominique Davray in Papà, mammà, la cameriera ed io..., 6 gendarmi in fuga
- Laraine Day in Ricatto a tre giurati
- Yvonne De Carlo in I dieci comandamenti
- Moune de Rivel in Fuori il malloppo
- Olive Deering in Sansone e Dalila
- Lise Delamare in Grandi manovre
- Germaine Delbat in La traversata di Parigi
- Myrna Dell in Le furie
- Katherine DeMille in Gli invincibili
- Dora Doll in Eliana e gli uomini, Archimede le clochard
- Jeff Donnell in Il forte delle amazzoni
- Ann Doran in Il mostro dell'astronave
- Dori Dorika in Scandali al mare, Bellezze sulla spiaggia, Il medico delle donne
- Yvonne Doughty in Il selvaggio
- Nyta Dover in La regina di Saba
- Constance Dowling in Così vinsi la guerra, L'angelo nero
- Betsy Drake in C'è posto per tutti, Decisione di uccidere
- Carolle Drake in La banda degli angeli
- Ellen Drew in Non si può continuare ad uccidere
- Hélène Duc in Caccia al maschio
- Claudine Dupuis in Beatrice Cenci
- Shirley Eaton in Dottore a spasso
- Vera-Ellen in L'uomo meraviglia
- María Esquivel in Violenti e selvaggi
- Estelle Evans in Il buio oltre la siepe
- Françoise Fabian in Michele Strogoff
- Nanette Fabray in Spettacolo di varietà
- Betty Field in Il grande Gatsby, Picnic
- Margaret Field in Ultimatum a Chicago
- Virginia Field in La spia dei lancieri
- Gisela Fischer in Il sipario strappato
- Suzanne Flon in Il treno
- Nina Foch in Il nipote picchiatello
- Joan Fontaine in Sono un disertore, La porta proibita
- Mary Forbes in Terrore nella notte
- Constance Ford in A casa dopo l'uragano, Donne inquiete
- Dianne Foster in Acque profonde
- Anne Francis in Susanna ha dormito qui
- Annie Fratellini in Zazie nel metrò
- Kathleen Freeman in Artisti e modelle
- Valerie French in Decisione al tramonto
- Maruchi Fresno ne L'urlo dei giganti
- Yvonne Furneaux in La mummia
- Beverly Garland in Il jolly è impazzito, Uomini coccodrillo
- Judy Garland in Vincitori e vinti, Ombre sul palcoscenico
- Greer Garson nelle parti cantate de La valle del destino, L'orfana senza sorriso
- Micheline Gary in Il testamento del mostro
- Valerie Gaunt in Dracula il vampiro
- Claude Gensac ne L'amante italiana
- Sheila Gibson in Venere creola
- Margalo Gillmore in L'orfana senza sorriso
- Marie Glory in Piace a troppi
- Françoise Godde in Suzanne Simonin, la religiosa[9]
- Ruth Gordon in La terza fossa
- Gloria Grahame in Il diritto di uccidere, So che mi ucciderai
- Coleen Gray in Il diabolico avventuriero
- Dolores Gray in Uno straniero tra gli angeli
- Lorna Gray in I lancieri del Dakota
- Kathryn Grayson in Sogno di Bohème
- Jaclynne Greene in Il kimono scarlatto
- Virginia Gregg in Operazione sottoveste
- Mary Gregory in Appuntamento sotto il letto
- Nancy Guild in Gianni e Pinotto contro l'uomo invisibile
- Barbara Hale in Seminole
- Joan Hackett in Costretto ad uccidere
- Grayson Hall in F.B.I. - Operazione gatto
- Sheila Hancock in Giallo a Creta
- Rosemary Harris in Lord Brummell
- Dorothy Hart in Chicago, bolgia infernale
- Joan Harvey in Le mani dell'assassino
- Signe Hasso in La storia del dottor Wassell
- Libuše Havelková in Treni strettamente sorvegliati
- June Haver in Le memorie di un dongiovanni
- Margaret Hayes in Sabato tragico
- Patricia Hayes in Si può essere più bastardi dell'ispettore Cliff?
- Susan Hayward in Beau Geste, Il conquistatore
- Rita Hayworth in Furto su misura
- Anne Hegira in Il compromesso
- Frances Helm in Rivolta a Fort Laramie
- Marcia Henderson in Il comandante del Flying Moon
- Pat Heywood in Romeo e Giulietta
- Barbro Hiort af Ornäs in Alle soglie della vita
- Eléonore Hirt in Vita privata
- Valerie Hobson in Grandi speranze
- Ronny Holiday in I vampiri
- Celeste Holm in Alta società, Il fidanzato di tutte
- Betsy Holt in Il contrabbandiere
- Lena Horne in Stormy Weather
- Victoria Horne in Cieli azzurri
- Louisa Horton in Erano tutti miei figli
- Gusti Huber in Il diario di Anna Frank
- Rochelle Hudson in 5 corpi senza testa
- Mary Beth Hughes in FBI operazione Las Vegas
- Benita Hume in La fuga di Tarzan
- Marsha Hunt in Fiori nella polvere, La valle del destino
- Ruth Hussey in Peccatrici folli
- Patricia Huston in Operazione terrore
- Virginia Huston in La gang, Un pizzico di follia
- Josephine Hutchinson in Nevada Smith
- Martha Hyer in Lo zar dell'Alaska
- Miki Iveria ne Il cerchio di sangue
- Jennifer Jayne in Le cinque chiavi del terrore
- Anne Jeffreys in Frontiere selvagge
- Megs Jenkins in Assassinio sul palcoscenico
- Adele Jergens in Pazzia
- Glynis Johns in Il giullare del re
- Rita Johnson in L'inafferrabile signor Jordan
- Roberta Jonay in Passione di zingara
- Carolyn Jones in Il colpevole è fra noi
- Marie Kean in La ragazza dagli occhi verdi
- Betty Lou Keim in Gioventù ribelle
- Grace Kelly in Il delitto perfetto, 14ª ora
- Nancy Kelly in Gli indomabili, Jess il bandito
- Jean Kent in Buongiorno tristezza
- Kerima in La regina delle piramidi, Cavalleria rusticana
- Deborah Kerr in L'anima e la carne, Il re ed io
- Marketa Kimbrell ne L'uomo del banco dei pegni
- Phyllis Kirk in La città spenta, La maschera di cera
- Sally Kirkland in Due occhi di ghiaccio
- Elena Kleus in Frine, cortigiana d'Oriente
- Hilde Krahl in 1º aprile 2000!
- Mara Krupp in Per qualche dollaro in più
- Mary Lamar ne Il maestro...
- Hedy Lamarr in Disonorata
- Elsa Lanchester in Torna a casa, Lassie!, La casbah di Honolulu
- Jessie Royce Landis in Questo mio folle cuore[4]
- Abbe Lane in I baccanali di Tiberio
- Mara Lane in Torna piccina mia!
- Priscilla Lane in Arsenico e vecchi merletti
- Mary LaRoche in Ciao, ciao Birdie
- Piper Laurie in Agente federale X3
- Barbara Lawrence in Il ritorno di Joe Dakota, La tragedia del Rio Grande
- Jody Lawrance ne Salvate il re, L'angelo del ring
- Anna Lee in L'ultimo urrà, L'ammazzagiganti
- Belinda Lee in I magliari
- May Lee in La rosa tatuata[10]
- Peggy Lee in Tempo di furore
- Janet Leigh in Il principe coraggioso
- Joan Leslie in Il cavaliere del deserto
- Mery Leyva in Sette ore di fuoco
- Margaret Lindsay in Il frutto del peccato
- Helga Liné in Il conquistatore di Maracaibo[11], Le guerriere dal seno nudo
- June Lockhart in Il fronte del silenzio
- Janice Logan in Dr. Cyclops
- Audrey Long in Romanzo del West
- Joan Lorring in L'idolo cinese
- Anita Louise in Valanga gialla
- Myrna Loy in I migliori anni della nostra vita[4]
- Margarita Lozano in Viridiana
- Ida Lupino in La jena di Oakland
- Peggy Maley in Mezzanotte a San Francisco
- Valentina Markova in Ballata di un soldato
- Lucy Marlow in Ape regina
- Maria Martin ne I morti non si contano
- Marion Martin in La sceriffa dell'Oklahoma
- Maria Mauban in Donne e briganti
- Nicole Maurey in In due è un'altra cosa
- Marilyn Maxwell in La gabbia di ferro
- Katharina Mayberg in Sigfrido
- Mercedes McCambridge in L'infernale Quinlan[4], L'odio colpisce due volte
- Gloria McGehee in Gli esclusi
- Allyn Ann McLeire in Come eravamo
- Jayne Meadows in Davide e Betsabea
- Kay Medford in Venere in visone
- Monique Mélinand in Le donne sono deboli
- Frances Mercer ne Il terzo delitto
- Una Merkel in Tigre in agguato
- Dolores Michaels in Ultima notte a Warlock
- Sibina Mijatovic in La battaglia della Neretva
- Vera Miles in Sono un agente FBI
- Ann Miller in Un giorno a New York
- Aurora Miranda in La donna fantasma
- Elizabeth Montgomery in Corte marziale
- Sara Montiel in La tortura della freccia
- Juanita Moore in Anime sporche
- Agnes Moorehead in Quarto potere
- Rita Moreno in Il re vagabondo
- Michèle Morgan in Incatenata, Il delitto non paga
- Patricia Morison in Bernadette
- Varvara Myasnikova in Ciapaiev
- Jester Naefe in La ragazza della salina
- Noreen Roth Nash in L'uomo del Sud
- Vivian Nathan ne Il giardino della violenza
- Patricia Neal in Hud il selvaggio
- Lori Nelson in Il tesoro sommerso
- Lois Nettleton in Appuntamento fra le nuvole
- Nancy Nevinson in Luce nella piazza
- Christiane Nielsen in Il moralista
- Ana María Noé in 7 donne per i MacGregor
- Claude Nollier in Moulin Rouge, Il mondo le condanna
- Maidie Norman in È nata una stella
- Kim Novak in Phffft... e l'amore si sgonfia, Criminale di turno
- Joan O'Brien in Apache in agguato
- Martha O'Driscoll in Lady Eva, Vento selvaggio[7]
- Merle Oberon in Amore e desiderio
- Marie-Claire Olivia in Arriva Fra' Cristoforo...
- Nancy Olson in Stringimi forte tra le tue braccia
- Patricia Owens in L'esperimento del dottor K., Cinque vie per l'inferno
- Geraldine Page in Un marito per Tillie
- Irene Papas in Teodora, La legge del capestro
- Jean Parker in I senza Dio
- Gail Patrick in Le mie due mogli
- Jean Peters in Il capitano di Castiglia, L'ultimo Apache
- Susan Peters ne Il terrore di Chicago
- Lenka Peterson in Bandiera gialla
- Jacqueline Plessis in Femmina incatenata, Vacanze d'amore
- Annette Poivre ne Quartiere dei Lillà
- Irene Prador ne L'ultima valle
- Vicky Raaf in Ho amato un fuorilegge
- Vera Ralston in Duello a Rio Bravo, La saga dei pionieri
- Elsie Randolph in Frenzy
- Martha Raye in Hellzapoppin'
- Paula Raymond in La rivolta
- Debbie Reynolds in C'era una volta Hollywood
- Marjorie Reynolds in Monsieur Beaucaire
- Ann Richard in Il terrore corre sul filo
- Beah Richards in Indovina chi viene a cena?
- Amparo Rivelles in Il segreto di Cristoforo Colombo
- Rachel Roberts in Picnic ad Hanging Rock
- Jessie Robins in Per favore, non mordermi sul collo!
- Ann Robinson in La guerra dei mondi
- Madeleine Robinson in Giorno per giorno, disperatamente
- Flora Robson in La voce nella tempesta[4]
- Patricia Roc in La bella avventuriera
- Mikaela Rodriguez in Duello nel Texas
- Mary Rolins in Londra chiama Polo Nord
- Lina Rosales in La rivolta dei gladiatori
- Jane Rose in Tempo d'estate
- Martha Roth ne Il prezzo del demonio
- Bina Rothschild in My fair lady
- Gail Russell in La strega rossa
- Jane Russell in Gli uomini preferiscono le bionde
- Sif Ruud in L'immagine allo specchio
- Basil Ruysdael in Le perle nere del Pacifico, L'ultimo urrà
- Kathleen Ryan ne Il ribelle d'Irlanda
- Betta St. John in La sposa sognata
- Marie Sabouret in Rififi
- Medy Saint-Michel in Quel fantasma di mio marito
- Luisa Sala in Il tuo dolce corpo da uccidere
- Olga San Juan in Rivista di stelle
- Ellen Schwiers in Matrimonio alla francese
- Martha Scott in Ore disperate
- Lizabeth Scott in Lo strano amore di Marta Ivers, Morti di paura
- Ann Sears in Il ponte sul fiume Kwai
- Josefina Serratosa in I tre che sconvolsero il West (Vado, vedo e sparo)
- Bonnie Sharie in Il cervello che non voleva morire
- Joan Shawlee in L'investigatore[12], Il massacro del giorno di San Valentino
- Simone Signoret in L'anno crudele
- Sheila Sim in Pandora
- Simone Simon in Il piacere e l'amore
- Ann Sothern in Parole e musica, Origine di una perversione
- Rosemarie Stack in Una notte movimentata
- Maureen Stapleton in Non desiderare la donna d'altri, Airport
- Marjorie Stapp ne Il mostro che sfidò il mondo
- Ilse Steppat in Agente 007 - Al servizio segreto di Sua Maestà
- Jan Sterling in L'ultima preda, Sangue caldo
- Angela Stevens in Banditi atomici
- K. T. Stevens in Squadra omicidi
- Marianne Stone in Chi giace nella culla della zia Ruth?
- Melissa Stribling in Obiettivo Butterfly
- Randy Stuart in Esecuzione al tramonto
- Eleanor Summerfield in Delitto per procura
- Claude Sylvain in Don Camillo e l'onorevole Peppone
- Anna Synodinou in L'eroe di Sparta
- Gloria Talbott in Cord il bandito
- Aino Taube in Donne in attesa
- Joan Taylor in Le avventure e gli amori di Omar Khayyam
- Pauline Tennant in La donna di picche
- Eulalia Tenorio in Dove si spara di più
- Joan Tetzel in Il romanzo di Thelma Jordon
- Ursula Thiess in I fucilieri del Bengala, L'americano
- Lyn Thomas in Tre vengono per uccidere
- Dee J. Thompson in L'assassino è perduto
- Inga Tidblad in Spionaggio internazionale
- Gene Tierney in Figlio di ignoti, La porta dei sogni
- Ann Todd in L'amore segreto di Madeleine, L'alibi dell'ultima ora
- Constance Towers in I dannati e gli eroi
- Mary Treen in Dove vai sono guai!
- Annika Tretow in Una vampata d'amore
- Claire Trevor in Due settimane in un'altra città, La montagna
- Tamara Tumanova in Tamara figlia della steppa
- Dorothy Tutin in Il masnadiero
- Liv Ullmann in Persona
- Anna Valentina in Arrivò l'alba
- Véra Valmont in Casinò de Paris
- Mamie Van Doren in Yankee Pascià, Non è peccato
- Monique Van Vooren in Domani è troppo tardi
- Josette Vardier in Le tentazioni quotidiane
- Denise Vernac in Peccatori in blue-jeans
- Kaaren Verne in La nave dei folli
- Anne Vernon in Jack il ricattatore, La leggenda di Genoveffa
- Yvette Vickers in Scorciatoia per l'inferno
- Maria Vico in Calabuig
- Helen Vinson in Io sono un evaso
- Nadine Vogel in Lo strano dramma del dottor Molyneux
- Helen Walker in La cara segretaria
- Kay Walsh in Paura in palcoscenico[4]
- Ruth Warrick in Fiore selvaggio
- Linda Watkins in Il cowboy con il velo da sposa
- Peggy Webber in I figli dello spazio
- June White ne I cinque penny
- Jean Willes in Il figlio di Giuda, L'invasione degli ultracorpi
- Marie Wilson in Una giovane vedova
- Marie Windsor in Dopo Waterloo, La legge del fucile
- Fay Wray in Tammy fiore selvaggio
- Susannah York in Whisky e gloria
- Loretta Young in Delitto senza peccato
- Catherine Zago in L'arte di arrangiarsi
- Enriqueta Zazueta in Il piccolo fuorilegge
- Maidie Norman in Airport ‘77

#### Attrici italiane
- Yvonne Sanson in Catene, Tormento, I figli di nessuno, Menzogna, Chi è senza peccato..., Torna!, L'angelo bianco[13], Malinconico autunno, L'inafferrabile 12, La bella mugnaia, L'ultima violenza, Fate largo ai moschettieri!, Pane, amore e gelosia, Noi peccatori, Colpo grosso alla napoletana

- Franca Marzi in Al diavolo la celebrità, L'edera, Anema e core, Vendetta... sarda, Racconti d'estate, Psycosissimo
- Silvana Pampanini in La donna che inventò l'amore, La tratta delle bianche, Le avventure di Mandrin, Bufere, Vortice, La schiava del peccato

- Carla Calò in La pattuglia dell'Amba Alagi, Il terrore dei barbari, Il trionfo di Maciste, Ercole l'invincibile, 7 dollari sul rosso
- Nadia Gray in Finalmente libero, Città canora, Vacanze a Ischia, Parola di ladro, Il capitano della legione
- Milly Vitale in Anni difficili, Prigioniera della torre di fuoco, A fil di spada, La figlia di Mata Hari, Cantami "Buongiorno tristezza"

- Mara Berni in Il segreto delle rose, Sansone, La furia di Ercole
- Vera Carmi in Un marito per il mese d'aprile, La ladra, Mai ti scorderò
- Gina Lollobrigida in Anselmo ha fretta, Enrico Caruso, leggenda di una voce, Miss Italia
- Antonella Lualdi in È più facile che un cammello..., Cronache di poveri amanti, L'uomo e il diavolo
- Marisa Merlini in Io, Amleto, Due lacrime, Resurrezione
- Alida Valli in La diga sul Pacifico, L'anticristo, I leoni di Castiglia
- Elena Varzi in Il cammino della speranza, Il Cristo proibito, Delirio

- Adriana Ambesi in Sansone contro i pirati
- Luciana Angiolillo in Amore mio
- Lucia Banti in Lacrime di sposa
- Paola Barbara in  I cavalieri dalle maschere nere (I Beati Paoli), Sledge
- Marina Berti in Vespro siciliano, La congiura dei dieci
- Caterina Boratto in Le orme
- Lucia Bosè in Era lei che lo voleva!
- Pina Bottin in L'intrusa
- Miranda Campa in I tartassati
- Gianna Maria Canale in La leggenda del Piave, Donne sole
- Lianella Carell in Gli zitelloni
- Lili Cerasoli in I tre corsari
- Monica Clay in La signora senza camelie
- Francesca Romana Coluzzi in 002 Operazione Luna
- Nelly Corradi in Gli orizzonti del sole
- Paola Dalgas in Antonio di Padova
- Paola Dapino in Chiamate 22-22 tenente Sheridan
- Ermelinda De Felice in 10.000 dollari per un massacro
- Elsa De Giorgi in Il tiranno di Padova
- Tina De Mola in La sceriffa
- Armida De Pasquali in I terribili 7
- Carla Del Poggio in Melodie immortali
- Luisa Della Noce in Il ferroviere, L'uomo di paglia
- Anna Maria di Giulio in Totò nella luna
- Vittoria Di Silverio in Beato fra le donne
- Cristina Fantoni in Due notti con Cleopatra
- Anna Maria Ferrero in I vinti
- Fulvia Franco in Il romanzo della mia vita, Peppino, le modelle e... "chella llà"
- Giovanna Galletti in Core 'ngrato
- Olga Gherardi in Il coltello di ghiaccio
- Dana Ghia in ...continuavano a chiamarlo Trinità
- Vivi Gioi in Il grido della terra
- Cosetta Greco in La città si difende, La nemica
- Wandisa Guida in Il gladiatore di Roma
- Margherita Horowitz in 3 colpi di Winchester per Ringo
- Nuccia Lodigiani in Ragazze d'oggi
- Mariella Lotti in Gli innocenti pagano
- Fiorella Mari ne Il prezzo della gloria
- Rossana Martini in Ai margini della metropoli
- Maria Michi in La Certosa di Parma
- Isa Miranda in Colpo rovente
- Lia Molfesi in Totò cerca casa
- Rosalba Neri in I giorni della violenza
- Loredana Nusciak in Il crollo di Roma
- Liana Orfei in Gordon, il pirata nero, Nefertite, regina del Nilo
- Moira Orfei in Gli amori di Ercole
- Lea Padovani in Due mogli sono troppe, Guai ai vinti
- Jole Paoli in Le due sorelle
- Franca Parisi in Seddok, l'erede di Satana, L'ammutinamento
- Elli Parvo in Mi permette, babbo!
- Zora Piazza in Abbasso la ricchezza!
- Luisa Poselli in Cinque poveri in automobile
- Federica Ranchi in I cavalieri del diavolo
- Natalia Ray in Viaggio in Italia
- Dedi Ristori in Paolo e Francesca
- Daniela Rocca in Il padrone sono me
- Marika Rowsky in Cronaca di un amore
- Maria Luisa Rolando in L'amante del vampiro
- Rossana Rory in La spada e la croce
- Gina Rovere in La vendetta di Ursus
- Rosanna Schiaffino in Il ratto delle Sabine
- Olga Solbelli in 1000 dollari sul nero
- Liliana Tellini in Il cielo è rosso
- Kiki Urbani in Io sono il Capataz
- Xenia Valderi in Disperato addio
- Dianora Veiga in Il barone Carlo Mazza
- Wilma Viani in Altair

### Film d'animazione
- Sorella di Alice in Alice nel Paese delle Meraviglie
- Ma Topo in Le avventure di Pinocchio[14]
- Edith Zuckerman ne La meravigliosa, stupenda storia di Carlotta e del porcellino Wilbur[15]

### Televisione
- Frances Reid in Un affare di cuore